# Буревала
Буревала (панджабі та урду بورےوالا), — місто в окрузі Вехарі, провінції Пенджаб, Пакистан. Місто Буревала є столицею техсілю Буревала в адміністративному розподілі округу. Буревала 34-те місто Пакистану за чисельністю населення.

## Історія
Місто розташоване на дорозі Делі-Мултан. Річка Сатледж перетинає Буревалу біля міст Качі Паккі, Джамлера і Сахука. До заселення ця територія була джунглями, які пізніше заселило раджпутське плем'я дхудді. Коли в цій місцевості почав діяти канал Пакпаттан, люди почали селитися в селах. Почало розвиватися сільське господарство, внаслідок чого були вирубані джунглі, щоб звільнити місце для полів. Оскільки ця територія входила до «дивізіону Східного каналу», вона була названа поселенням №. 118/EB (EB = Eastern Barr). На північній стороні техсілю Буревала досі збереглися сліди старого водного каналу, який зараз називається Сух-Біас.

## Етимологія назви

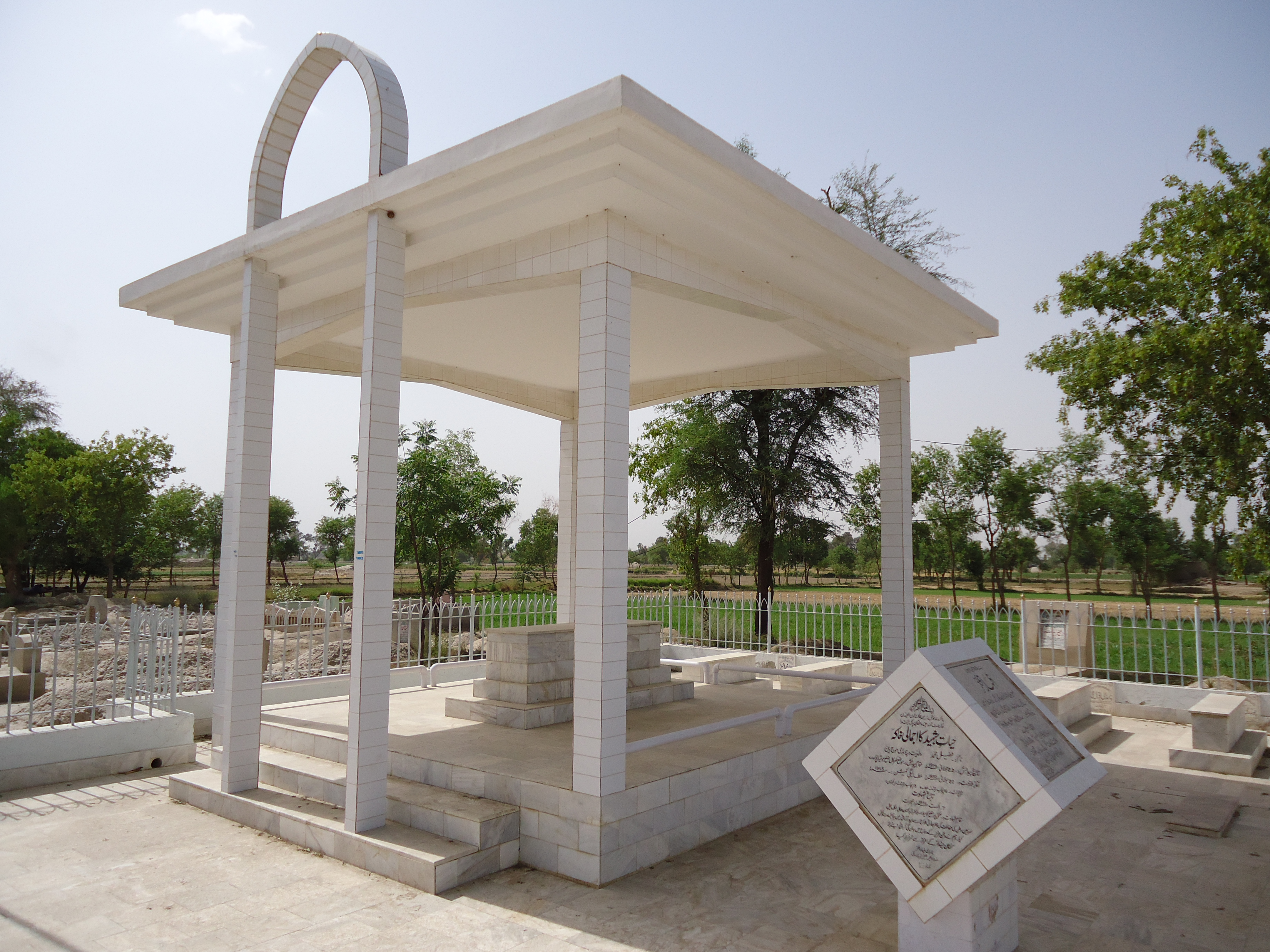
Могила майора Туфаїла Мохаммада Шахіда (Нішан е Хайдер)

Точне походження назви відоме, однак існують різні теорії. Одна з них полягає в тому, що місто назване на честь людини на ім'я Бурха. За деякими даними, він був сикхом. Село також називають «Стара Бура» або «Пурана Бура». Жителі цього села побудували колодязь діаметром 8 футів і назвали його на честь свого предка, тому він називався «Чах Бурхай вала» (Колодязь Бурхи). Цей колодязь зараз входить до складу каналу P.I. Link. Завдяки цьому колодязю нове місто отримало назву Буревала. У липні 1976 року Буревала отримала статус техсілю. Райони Гагго Манді, Шейх Фазал, Сахука і Джамлера, Чак № 118/Е. Б. були включені до складу техсілю.

## Освіта
- Університет сільського господарства, Фейсалабад, кампус Буревала[3].
- Інститут наук Барані, кампус Буревала[4].
- Науковий коледж Пенджабу, кампус Буревала[5].
- Вищий університет Лахора, кампус Буревала[6].
- Державна середня школа BTM, Буревала.
- Вища середня школа Табінда,[7] кампус Буревала.

## Видатні особистості
- Хазрат Баба Хаджі Шер Деван (суфійський святий 7-го століття), святиня, розташована в Буревалі.
- Майор Туфаїл Мохаммад (лауреат нагороди Нішан-і-Хайдер, найвищої військової нагороди Пакистану).[8]
- Міжнародний гравець у крикет Вакар Юніс, відомий як Буревальський експрес у крикеті.[2]
- Найвищий у світі гравець у крикет Мухаммад Ірфан.[9]
- Село предків Раджеша Ханни, видатного індійського кіноактора.